# قلعه شوریوجی

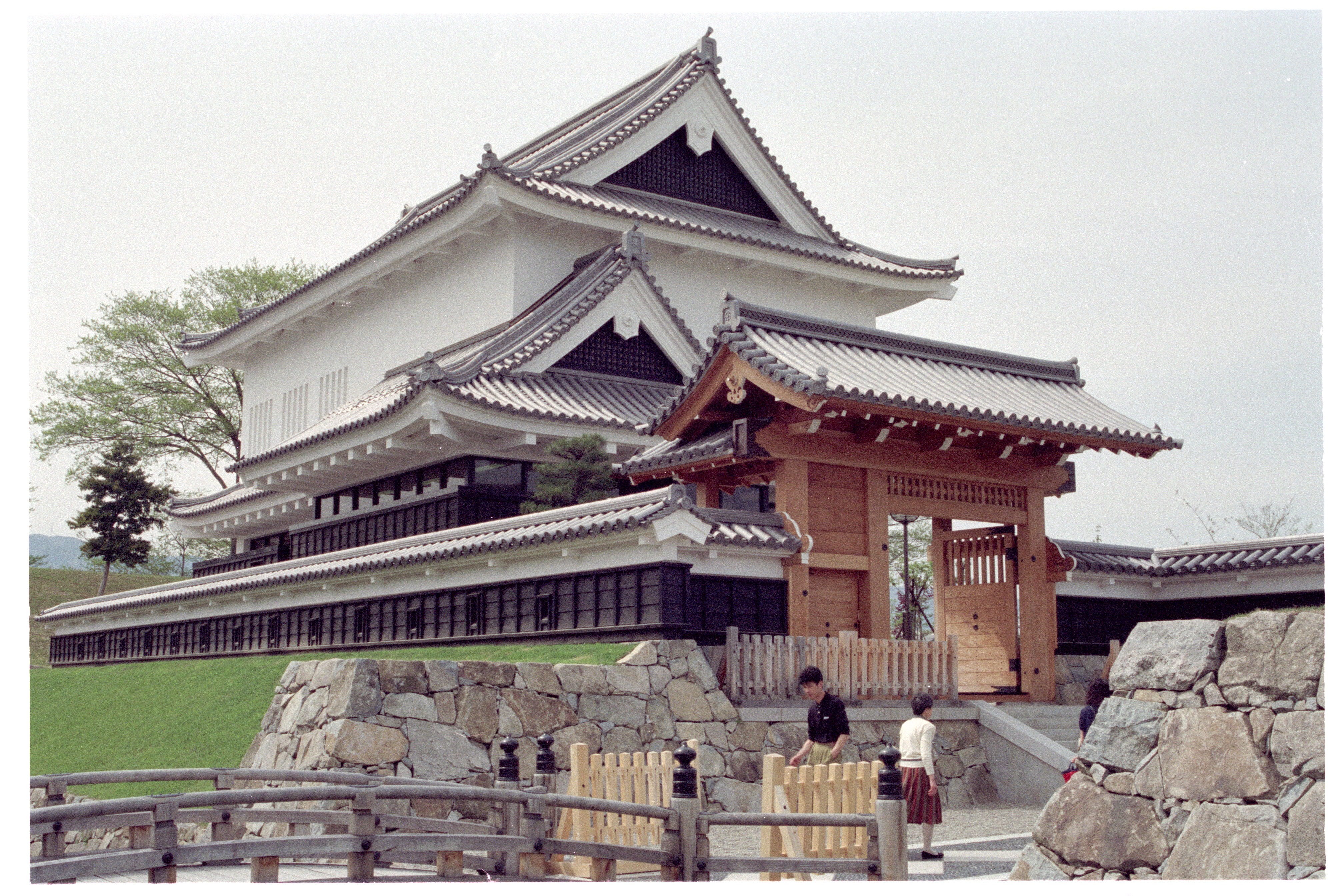
قلعه شوریوجی

قلعه شوریوجی (به ژاپنی: 勝龍寺城 Shōryūji-jō) یک قلعه ژاپنی است که ناگائوکاکیو، کیوتو، استان کیوتو،  ژاپن قرار دارد.